# Lubin Manufacturing Company
De Lubin Manufacturing Company is een Amerikaanse filmproductiemaatschappij uit het tijdperk van de stomme film. Het bedrijf werd in 1902 opgericht en had een Liberty Bell in zijn logo.

## Geschiedenis
De Lubin Manufacturing Company werd opgericht in 1902 in Philadelphia (Pennsylvania) door Siegmund Lubin. Het bedrijf is ontstaan uit Lubin's filmapparatuur en filmdistributie- en productiebedrijf, dat in 1896 van start ging.
Siegmund Lubin, een Joodse immigrant uit Polen, was oorspronkelijk een optisch- en fotografie-expert in Philadelphia maar raakte gefascineerd door de filmcamera van Thomas Edison en zag potentieel in het verkopen van soortgelijke apparatuur en het maken van films. Hij bouwde zijn eigen gecombineerde camera/projector die hij een "Cineograph" noemde. Het toestel kende een redelijk succes dankzij zijn lagere prijs en Lubins marketingkennis. In 1897 begon Lubin met het maken van films, waaronder Meet Me at the Fountain uit 1904.

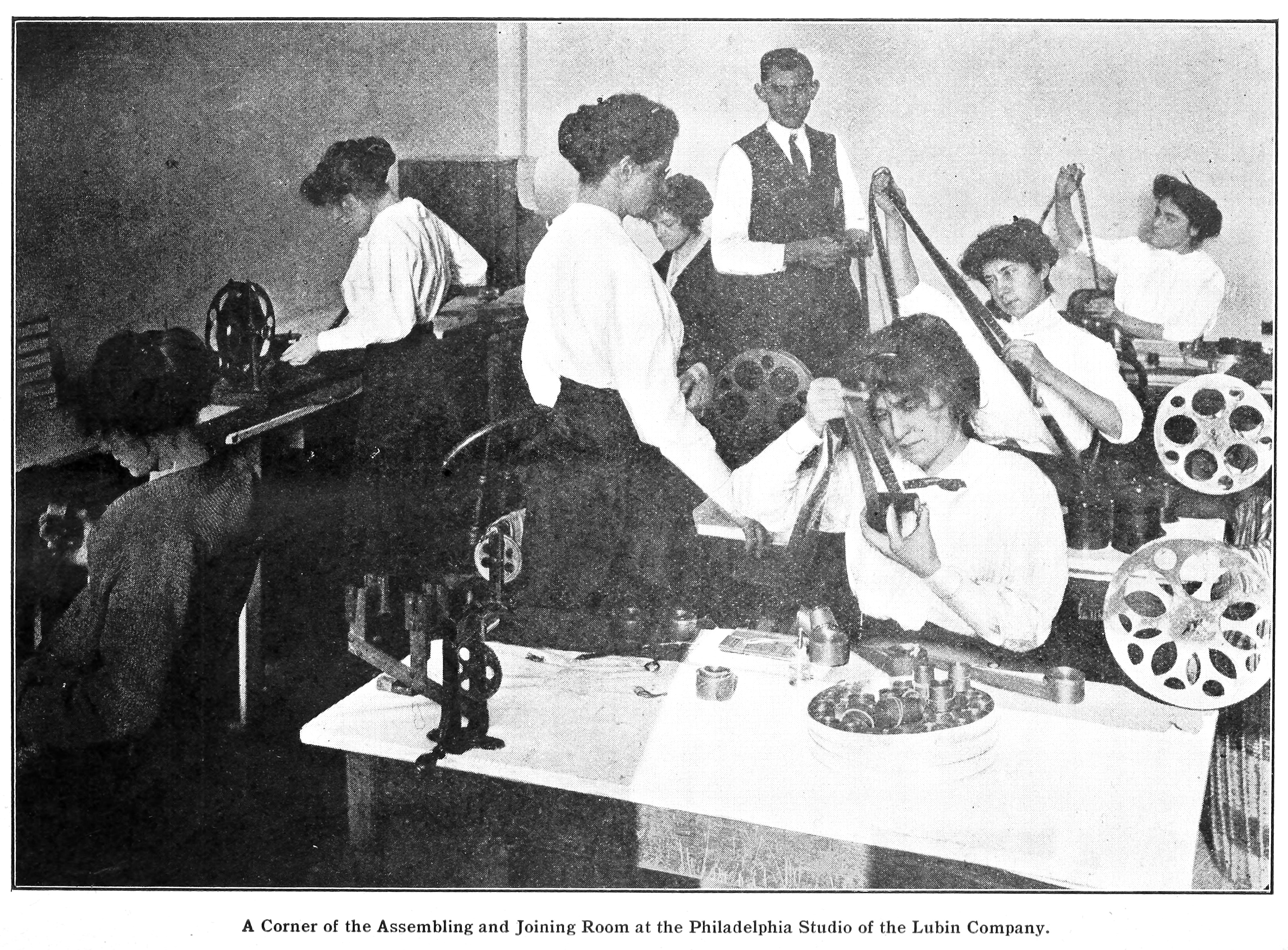
Werkzaamheden in een montagekamer van de Lubin-studio in Philadelphia (1914).

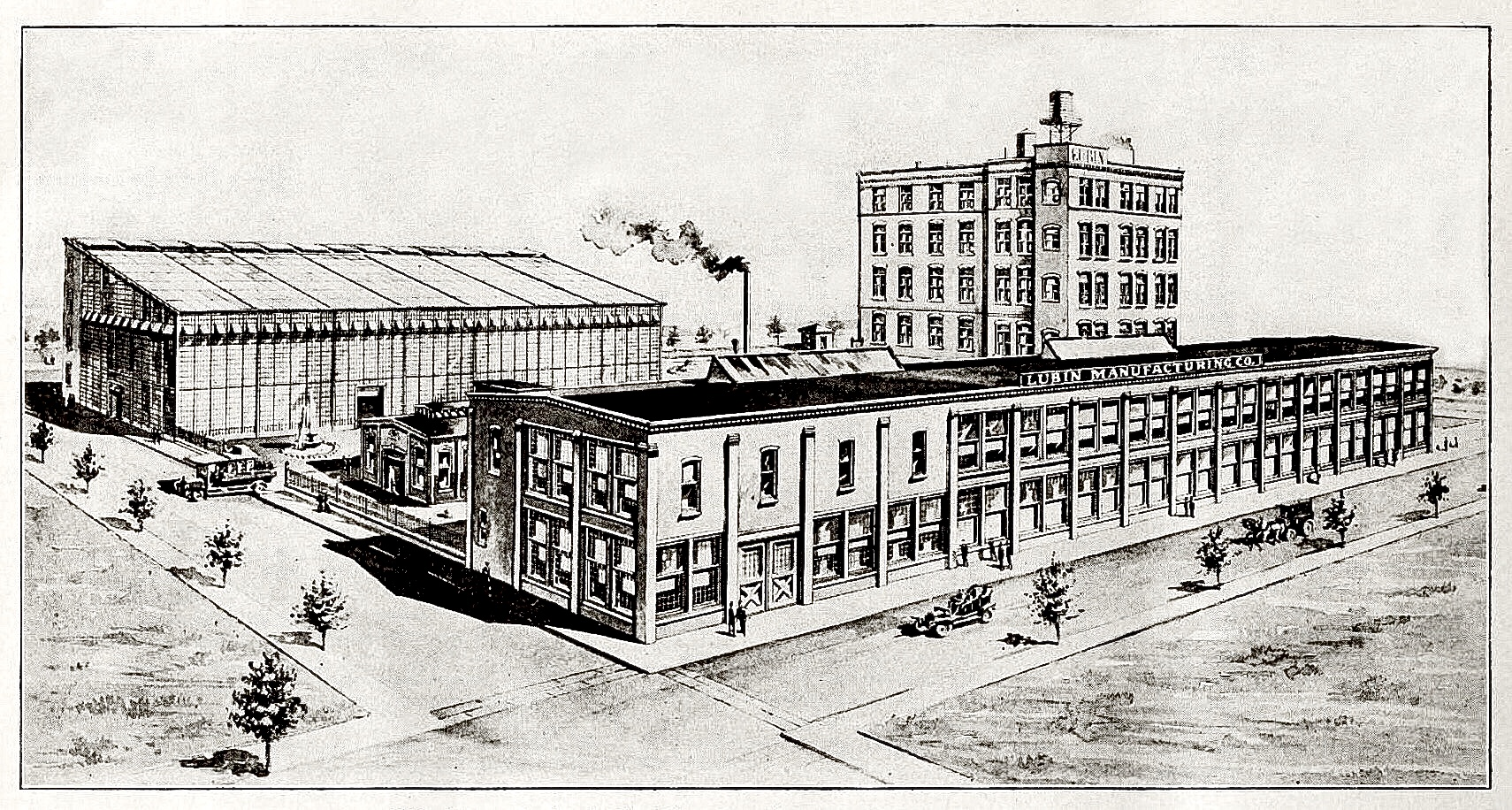
De "Lubinville" filmstudio in Philadelphia (1911)

De onverzadigbare honger van het Amerikaanse publiek naar filmentertainment zorgde ervoor dat Lubins filmmaatschappij een enorme groei doormaakte. Met hulp van de in Frankrijk geboren schrijver en dichter Hugh Antoine d'Arcy, die als publiciteitsmanager van de studio fungeerde, bouwde Siegmund Lubin in 1910 een ultramoderne studio in Philadelphia, die bekend werd als "Lubinville". Destijds was het een van de modernste studio's ter wereld, compleet met een enorm kunstmatig verlicht podium, montagekamers, laboratoria en werkplaatsen. De faciliteit maakte het mogelijk om meerdere filmproducties tegelijkertijd uit te voeren. De Lubin Manufacturing Company breidde haar activiteiten verder uit buiten Philadelphia, met faciliteiten in Jacksonville, Los Angeles en Coronado.
In 1912 kocht Lubin een landgoed van 1,4 km² in Betzwood, in wat toen nog landelijk gebied was in de noordwestelijke buitenwijken van Philadelphia, en bouwde het pand om tot een studio en filmterrein. In november van datzelfde jaar stuurde de Lubin Company een productieteam naar Alabama om cowboyfilms te draaien aan een tempo van ongeveer zes per maand. Eind december werd het project echter stopgezet en werd de locatie overgenomen door de Kalem Company uit New York.
Eveneens in 1912 reisde regisseur en acteur Romaine Fielding met een produtieteam en acteurs naar Prescott (Arizona). Hij filmde er ongeveer een dozijn films voordat hij naar Tucson verhuisde, waar hij nog eens 60 stomme korte films regisseerde. De Selig Polyscope Company nam de Prescott-faciliteit over.
Enkele van de pioniers van het witte doek die voor Lubin werkten waren Romaine Fielding, Ed Genung, Harry Myers, Florence Hackett, Alan Hale, Arthur V. Johnson, Lottie Briscoe, Florence Lawrence, Ethel Clayton, Gladys Brockwell, Edwin Carewe, Ormi Hawley, Rosemary Theby, Betty Brice, Alice Mann en Pearl White. Ook Oliver Hardy kende zijn filmdebuut bij Lubin: hij ging in 1913 aan de slag bij Lubin's studio in Jacksonville en was voor het eerst te zien in de film Outwitting Dad uit 1914, waar hij werd vermeld als O. N. Hardy. In veel van zijn latere films bij Lubin werd hij vermeld als "Babe Hardy". Hij werd meestal gecast als dikkerd of als schurk. Hij speelde in ongeveer 50 korte films bij Lubin tot 1915.

## Teloorgang
De ondergang van het bedrijf verliep nog sneller dan de spectaculaire groei. Lubin was niet zo behendig als zijn concurrenten in het overschakelen naar kwalitatief hoogwaardige langspeelfilms. Ook beschadigde een rampzalige brand in zijn hoofdstudio in juni 1914 nabijgelegen gebouwen en vernietigde de negatieven van een aantal niet-uitgebrachte nieuwe films. Toen de Eerste Wereldoorlog in september van dat jaar in Europa uitbrak, verloren Lubin Studios en andere Amerikaanse filmmakers een grote bron van inkomsten uit deze buitenlandse verkopen.
Net als de meeste andere grote filmstudio's was de Lubin Manufacturing Company jarenlang verwikkeld in een juridische strijd met Thomas Edison, waarbij Lubin herhaaldelijk werd aangeklaagd voor patentinbreuk. Uiteindelijk gaf Lubin de kostbare strijd met Edison op en het bedrijf werd onderdeel van de door Edison opgerichte Motion Picture Patents Company, die een monopolie had op de productie en distributie van films.
In 1915 sloot Lubin een overeenkomst met Vitagraph Studios, Selig Polyscope Company en Essanay Studios om een partnerschap te vormen voor de distributie van films onder de naam V-L-S-E, Incorporated.
De neergang van de Lubin-activiteiten ging echter onverminderd voort en de uitspraken van het Hooggerechtshof van de Verenigde Staten tegen het monopolie van de Motion Picture Patents Company luidden het einde van Lubins bedrijf in. Na het produceren van meer dan duizend films ging het bedrijf failliet en op 1 september 1916 sloot de Lubin Manufacturing Company definitief haar deuren.

## Filmografie (selectie)
- The San Francisco disaster (1906)
- How Brown Saw the Baseball Game (1907)
- Hemlock Hoax, the Detective (1910)
- Her Humble Ministry (1911)
- Little Boy Blue (1912)
- The Hidden Bankroll (1913)
- Rastus Among the Zulus (1913)
- When the Earth Trembled (1913)
- The Sleeping Sentinel (1914)
- Outwitting Dad (1914)
- The Circle's End (1914)
- Love and Bullets (1916)
- The Voice in the Night (1916)